# Église Saint-Joseph de Saint-Victor (Ardèche)
L'église Saint-Joseph est érigée dans la commune de Saint-Victor (Ardèche), département de l'Ardèche en région Auvergne-Rhône-Alpes. Son architecture est de style néogothique. L'édifice est situé au cœur du hameau de Deyras.

## Historique
Les documents cités dans la bibliographie de l'article permettent d'établir la chronologie suivante : 
- 1879 : Création de la paroisse de Deyras.
- 1906 : Inventaire de l’église dans le cadre de la Loi de séparation des Églises et de l'État.
- 1994 : Les paroisses catholiques du canton de Saint-Félicien et à l’exception de celles d’Arlebosc et de Lafarre forment l’« Ensemble Inter Paroissial de Saint-Félicien ».
- 2003 : Création de la paroisse « Saint-François Régis des vals d’Ay et de la Daronne », par fusion des paroisses catholiques situées sur les territoires des cantons de Satillieu et de Saint-Félicien à l’exception d’Arlebosc (1er janvier) [1].

## Description générale
L’édifice adopte un plan en forme de croix latine. Son clocher en façade surmonte le portail principal.

## Vocable
- Saint Joseph est le patron de cette église.

## Visite de l'édifice

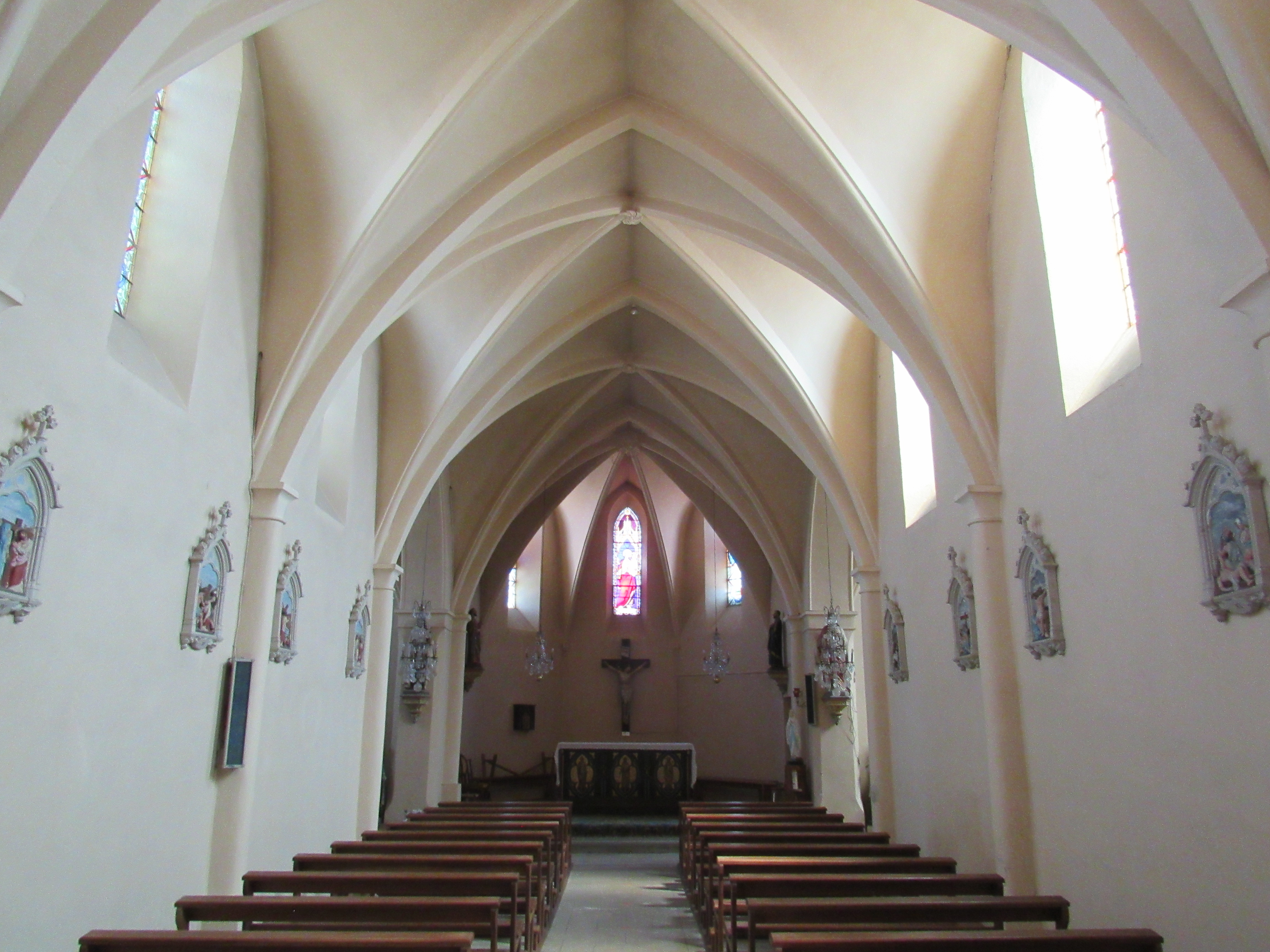
Intérieur de l'église

### Le sanctuaire
Plusieurs éléments aux fonctions liturgiques précises : 
- le siège de présidence.
- la Croix du Christ, placée au centre de l’abside,
- l’ambon,
- l’autel, en réemploi. Sa face tournée vers la nef est décorée par des bas-reliefs,
- le tabernacle, placé à gauche à l’arrière de l’autel.

### Vitraux
Certains vitraux ont pour thème des illustrations de la vie de saint Joseph.

### Éléments sculptés
- Les fonts baptismaux.
- Le Chemin de Croix rappelle différents épisodes en quatorze stations du premier vendredi saint : la Passion du Christ.
- Les statues comme Notre-Dame de Lourdes, Sainte Jeanne d’Arc et Saint Jean-François Régis.

### Cloches
Plusieurs cloches assurent ici les sonneries civiles (heures) et religieuses.

## Chronologie des curés

### 1879 – 1994
Un curé, aidé parfois d'un vicaire a la charge de la paroisse dont le territoire correspond à une partie de celui de la commune.

### 1994 – 2003
Une équipe presbytérale dont les membres sont « curés in solidum » (responsables solidairement) a la charge de l’ensemble des paroisses catholiques du canton de Saint-Félicien sauf celles d'Arlebosc et de Lafarre (Ensemble Inter Paroissial de Saint-Félicien).

### Depuis 2003
Avec la création de la paroisse Saint-François Régis (Ay, Daronne) dont le territoire comprend les cantons de Satillieu et de Saint-Félicien à l’exception d’Arlebosc,  soit les vallées de l’Ay et de la Daronne, une Équipe d’Animation Pastorale (E.A.P.) composée de laïcs en mission et de prêtres nommés « curés in solidum » à la charge de la paroisse nouvelle.